# ژاینت‌پل
ژاینت‌پل (به هلندی: Zandpol) یک منطقهٔ مسکونی در هلند است که در امن (درنته) واقع شده‌است. ژاینت‌پل ۴۷۰ نفر جمعیت دارد.